# كارل شوت
كارل شوت (بالإنجليزية: Carl Schutte)‏ مواليد 1887 - وفيات 1962، كان دراج أمريكي. سبق أن شارك في دورة الألعاب الأولمبية الصيفية وفاز بميدالية أولمبية.

## الميداليات
| الميدالية | المسابقة                       |
| --------- | ------------------------------ |
| برونزية   | الألعاب الأولمبية الصيفية 1912 |
| برونزية   | الألعاب الأولمبية الصيفية 1912 |

## روابط خارجية
- كارل شوت على موقع أرشيف الدراجات (الإنجليزية)
- كارل شوت على موقع إحصائيات الدراجات الإحترافية (الإنجليزية)
- كارل شوت على موقع اللجنة الأولمبية الدولية (الإنجليزية)
- كارل شوت على موقع أوليمبيديا (الإنجليزية)